# Matija Nastasić
Matija Nastasić (cyr. Матија Настасић; ur. 28 marca 1993 w Valjevie) – serbski piłkarz występujący na pozycji obrońcy w hiszpańskim klubie RCD Mallorca oraz w reprezentacji Serbii.

## Kariera klubowa
Nastasić rozpoczął swoją karierę piłkarską jako trampkarz w prywatnej szkółce piłkarskiej w mieście Valjevo, gdzie przyszedł na świat. W wieku juniorskim przeszedł do Budućnosti Podgorica, występującej wówczas na drugim szczeblu rozgrywek w Serbii i Czarnogórze. Powoływany do juniorskich reprezentacji Serbii, został zauważony przez skautów Partizana Belgrad, gdzie wkrótce się przeniósł.
Młodzieżowy reprezentant Serbii nie był w stanie wywalczyć miejsca w seniorskiej drużynie Partizana i wiosną 2010 został wypożyczony do satelickiego Teleoptika Zemun, grającego w drugiej lidze. 13 grudnia 2010 stołeczny klub podpisał umowę z włoską Fiorentiną dotyczącą transferu, opiewającą na 2,5 miliona euro. W lipcu 2011 kontrakt wszedł w życie i Nastasić przeniósł się do drużyny Violi, gdzie zadebiutował 11 września 2011 w wygranym 2–0 meczu z Bologna FC. Debiutancki gol stopera miał miejsce 4 marca 2012 w domowym spotkaniu przeciwko AC Cesena (2–0). Występy obrońcy w Serie A wywołały zainteresowanie Arsenalu Londyn. Ostatecznie Matija przeszedł jednak do Manchesteru City, z którym podpisał 5-letni kontrakt.
W styczniu 2015 został wypożyczony do FC Schalke 04.

## Kariera reprezentacyjna
Były kapitan reprezentacji Serbii do lat 17 zadebiutował 29 lutego 2012 w seniorskiej kadrze w meczu z Cyprem (0–0).